# ここ掘れ!ワンワン!
『ここ掘れ!ワンワン!』（ここほれ!ワンワン!）は、日本テレビで2012年8月12日から9月30日まで毎週日曜日16:55 - 17:25に放送されたバラエティ番組。

## 内容
世間で話題の出来事や気になる疑問を掘り下げる。

## 出演者
MC
- 有吉弘行
- 劇団ひとり（第2回のみ）
- 森麻季

## スタッフ
- ナレーション：浪川大輔、沢城みゆき、スギちゃん（1回のみ）
- 構成：デーブ八坂、美濃部達宏、すずきB、カツオ
- TM：江村多加司
- SW：佐藤裕司、北折雅人
- CAM：渡辺浩
- MIX：山田値久
- VE：斎藤孝行
- 照明：坂口尚真
- 美術プロデューサー：林健一
- デザイン：栗原純二
- キャラクターデザイン：小林美穂
- 大道具：田中庸之
- 電飾：飯塚奈美
- 小道具：米山幸市
- 衣装：栗田佐智子
- 持道具：上田薫
- 特殊効果：山室敦嗣
- メイク：小野かおり
- 技術協力：NiTRO、スタジオヴェルト、イメージランド、Zeta
- 美術協力：日テレアート
- モニター：ミジェット
- 海外コーディネート：TERE-SEARCH
- 編集：澤田直樹
- MA：神山幸久
- 音効：吉田比呂樹
- リサーチ：正村和重、今井紳介、たがみとしぞう、岸本雄生
- 編成企画：下田明宏
- 編成：鈴木淳一
- TK：山際慎子
- デスク：櫛山照美
- AD：菅野竜一、旦野孝征、田口諒、芦田唯一、長沼秀幸、亀本光、齋藤麻都夏、藤井隆介、田中奈緒
- AP：森美紀子
- FM：鈴木和昭、東海林大介、田澤実
- ディレクター：福島伸次郎、長島一泰、村井伸一、大野光浩/廣田健介、関まほろ、植木光雄、富永恵也、足立原円香、武石一也、大喜多高志、村松秀昭、佐藤利恵、高橋研
- 演出：宮本誠臣、倉田忠明
- プロデューサー：糸井聖一/榎元美由紀、所俊輔、阿河朋子、木村優子
- チーフプロデューサー：安岡喜郎
- 制作協力：えすと、AX-ON
- 製作著作：日本テレビ